# Paul Grayson
Paul James Grayson (Chorley, 30 maggio 1971) è un allenatore ed ex giocatore di rugby a 15 internazionale per l'Inghilterra; ha partecipato a due Coppe del Mondo, vincendo l'edizione del 2003.
Dopo la carriera agonistica è divenuto allenatore e ha guidato il Northampton per sette stagioni, dopo avervi militato per tredici come giocatore.

## Biografia
Mediano d'apertura, a livello amatoriale giocò nel Preston Grasshoppers e nel Waterloo F.C., ma riuscì a mettersi in luce per la Nazionale inglese, in cui esordì nel 1995 contro Samoa, due anni prima del suo primo ingaggio da professionista, con i Northampton Saints.
Nel 1999 e nel 2003 Grayson fu titolare nella Coppa del Mondo; in particolare, nell'ultima si laureò campione.
Oltre alle presenze in Nazionale, Grayson vanta anche la chiamata in un tour dei British Lions, nel 1997.
Del maggio 2004 è il ritiro di Grayson dal rugby internazionale, mentre del 2006 è il ritiro definitivo. Grayson assunse subito dopo la guida tecnica del Northampton, ma dopo la stagione che portò la squadra alla retrocessione fu spostato d'incarico ad allenatore in seconda, prima di tornare di nuovo al ruolo di tecnico-capo.

## Palmarès
- Coppe del mondo: 1
Inghilterra: 2003
- Heineken Cup: 1
Northampton: 1999-2000